# Колокольцов, Константин Васильевич
Константин Васильевич Колокольцов (20 декабря 1854 — 8 декабря 1927, Марокко) — генерал-лейтенант Российской императорской армии. Участник русско-турецкой войны 1877—1878 годов и Первой мировой войны. Кавалер десяти орденов.

## Биография
Родился 20 января 1854 года в дворянской семье. По вероисповеданию — православный.
Окончил классическую гимназию. В императорской армии с 7 августа 1872 года. В 1874 году окончил Николаевское кавалерийское училище. 7 августа того же года получил чин прапорщика. Служил в 6-й конно-артиллерийской бригаде. Участвовал в русско-турецкой войне 1877—1878 годов. 26 ноября 1877 года получил чин подпоручика, с формулировкой «за боевые отличия». 20 декабря 1879 года получил чин поручика. 1 июня 1883 года получил чин поручика гвардии. 30 августа 1890 года получил чин штабс-капитана. 2 апреля 1895 года получил чин капитана. Окончил Офицерскую артиллерийскую школу, с пометкой «успешно». 6 декабря 1897 года получил чин полковника. С 13 октября 1898 года по 22 ноября 1903 года был командиром 6-й батареи лейб-гвардии 3-й артиллерийской бригады. С 22 ноября 1903 года по 4 июня 1904 года был командиром 3-го дивизиона 3-й артиллерийской бригады. С 4 июня 1904 года по 16 января 1909 года был командиром 34-й артиллерийской бригады. 6 декабря 1905 года получил чин генерал-майора, с формулировкой «за отличие». 6 декабря 1909 года получил чин генерал-лейтенанта, с формулировкой «за отличие». С 16 января 1909 года по 26 июля 1910 года был начальником артиллерии 19-го армейского корпуса. В 1910 году должность начальника артиллерии корпуса была заменена должностью инспектора артиллерии. С 26 июля 1910 года по 14 апреля 1916 года был инспектором артиллерии в том же корпусе. 14 апреля 1916 года был назначен инспектором артиллерии Петроградского военного округа. По состоянию на 10 июля 1916 года находился в том же чине и в той же должности. 14 мая 1917 года был уволен от службы из-за болезни.
Эмигрировал в Марокко, где и скончался 8 декабря 1927 года.

## Награды
- Орден Святого Владимира 2-й степени с мечами (9 апреля 1915)[1];
- Орден Святого Владимира 3-й степени (1908)[1][2];
- Орден Святого Владимира 4-й степени (1900)[1];
- Орден Белого орла (18 января 1916)[1];
- Орден Святой Анны 1-й степени с мечами (15 января 1915)[1];
- Орден Святой Анны 2-й степени (1901)[1][2];
- Орден Святой Анны 3-й степени (1891)[1];
- Орден Святого Станислава 1-й степени (1912)[2] с мечами (15 января 1915)[1];
- Орден Святого Станислава 2-й степени (1896)[1];
- Орден Святого Станислава 3-й степени (1884)[1].